# Fibulă

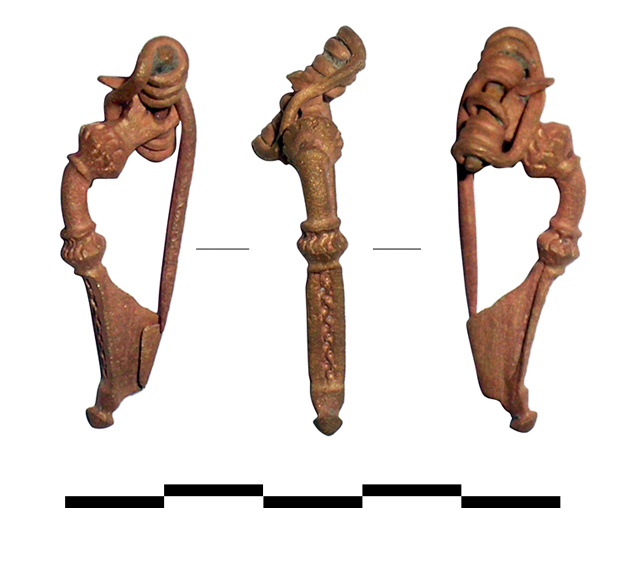
Fibulă romană în formă de arcuş de vioară

Fibulă se numește o agrafă ornamentală de metal, care se întrebuința în antichitate pentru a încheia un veșmânt.

Fibula, ca accesoriu de îmbrăcăminte, confecționată din metal comun (fier, bronz) sau prețios (argint, aur), a apărut în sec. al XIII-lea î.d. Chr. Pe lângă rolul de podoabă, fibula are, mai ales, un rol utilitar, acela de a prinde veșminte, printr-o construcție comparabilă cu cea a acului de siguranță din zilele noastre. Fibulele sunt extrem de variate topologic și au o importantă valoare cronologică. , 
Fibulele nu erau accesorii obișnuite de îmbrăcăminte. Cele de aur erau insigne ce marcau rangul și funcția unui purtător de chlamys. Ea și fibula exprimau puterea funcționarului imperial. Regulile stricte ce stabileau purtarea fibulelor la curtea imperială în secolele IV-VI p. Ch. stabileau că împăratului îi erau destinate în exclusivitate pietrele prețioase, ca “insigne sacre și o podoabă interzisă și inaccesibilă supușilor lor”. Sub Leo I se repetă regula, fiind interzis bijutierilor să confecționeze tot ce “ad cultum et ornatum imperatorium pertinet”, între altele împodobirea cu perle, smaralde și ametiste a șeilor și a harnașamentului cailor, iar pentru fibule “fibulis in chlamidibus his utantur quae solo auro et arte pretiosae sunt”.

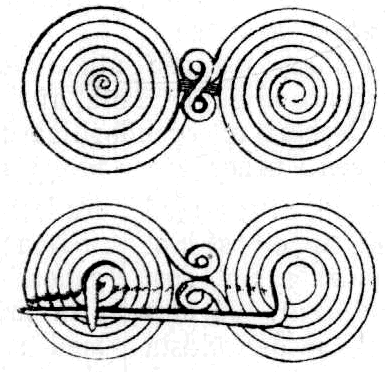
Fibulă în formă de ochelari

Cel mai vechi tip de fibulă este în formă de arcuș de vioară, foarte asemănătoare unui ac de siguranță și ca formă și ca întrebuințare. Ulterior s-au dezvoltat tipuri noi de fibule, creatorii lor punând un accent mai mare pe latura lor ornamentală, ele având în continuare și un rol utilitar. Printre tipurile mai deosebite a existat fibula pasmenterie, dar mai frecventă a fost fibula în formă de ochelari, tipică pentru epoca Hallstatt B.  Au existat și fibule romane cu corpul în formă de svastică și capetele brațelor în formă de cap de cal.

Un element de podoabă în formă de medalie, care se purta aplicat sau ca pandantiv la costum ori harnașament sau ca ornament de fibulă se numea faleră (în latină phalera). 
Cea mai veche inscripție în limba latină este cea de pe fibula de la Preneste, care datează din jurul anului 600: MANIOS MED FHEFHAKED NUMASIOI (în latina clasică clasică ar fi MANIUS ME FECIT NUMERIO „Manius m-a făcut pentru Numerius“). 

## Fibule pe teritoriul României

### Fibule romano-bizantine
Pe teritoriul Daciei s-au descoperit în special fibule de influență romano-bizantină, care pot fi împărțite în două grupe: 
- fibule cu piciorul înfășurat,
- fibule turnate.

În localitatea Craiva, din județul Alba, în ruinele cetății Piatra Craivii a fost descoperit un atelier de prelucrare a metalelor neferoase în care s-au găsit mai multe fibule de bronz semifabricate sau finite, care indică aplicarea a cel puțin două tehnologii de realizare a fibulelor: 
- fibule filiforme eu resort scurt (4 spire) și coardă interioară:
- fibule cu resort bilateral mare și coardă interioară, de tip La Tène târziu.

În necropola de la Mihălășeni s-au descoperit 155 de fibule (117 exemplare de bronz, 27 de argint și 11 de fier), din care 152 au fost găsite în morminte și 3 în strat. Un număr de 111 fibule se aflau într-o stare de conservare satisfăcătoare, putând fi incluse în opt tipuri, din care unele cu variante: 
- Tip 1. Fibule cu piciorul înfășurat și spirala resortului dintr-o singură bucată.
  - 1a. Fibule cu corpul îngust
  - 1b. Fibule cu corpul lat
- Tip 2. Fibule cu piciorul înfășurat și spirala resortului executată din trei bucăți de sârmă, din care numai partea centrală este activă. 
  - 2a. Fibule cu corpul îngust și arcul triunghiular în secțiune.
  - 2b. Fibule cu corpul îngust și arcul în secțiune dreptunghiulară sau în formă de segment de cerc.
  - 2c. Fibule cu corpul lat dreptunghiular sau în formă de segment de cerc în secțiune
- Tip 3. Fibule cu piciorul înfășurat și spirala resortului executată din două bucăți. 
  - 3a. Fibule cu corpul îngust, cu variantele:
    - 3a1. Fibule cu corpul îngust, triunghiular în secțiune
    - 3a2. Fibule cu corp îngust și secțiunea în formă de segment de cerc

  - 3b. Fibule cu corpul lat
- Tip 4. Fibule cu semidisc și placă pentagonală la picior, care pot fi separate în două variante:
  - 4a. Fibule având resort simplu, cu o singură spirală
  - 4b. Fibule având resortul cu spirală dublă (Pl. 302, 10).
- Tip 5. Fibule cu portagrafa fixă, având trei variante.
  - 5a. Fibule cu corp din bandă relativ îngustă și rectangulară în secțiune, având aceeași lățime la cap și picior și resort executat din trei segmente, din care partea centrală este activă, iar cele două laterale cu rol decorativ
  - 5b. Fibule cu resort executat din două bucăți, din care una centrală, activă, iar a doua, pornind dintr-o extremitate a axului, dublând coarda și terminându-se în cealaltă extremitate. Două subgrupe:
    - 5b1. Fibule cu corpul îngust
    - 5b2. Fibule cu picior pentagonal

  - 5c. Fibule cu resortul executat dintr-o singură bucată, spirala plecând de la baza arcului pe ax spre o extremitate, întorcându-se sub formă de coardă spre cealaltă extremitate și apoi reîntorcându-se pe ax, la baza acestuia.
- Tip 6. Fibulă cu buton, arc triunghiular în secțiune, placă pentagonală la picior, portagrafă fixă pe jumătatea superioară a plăcii și resort dintr-o singură bucată
- Tip 7. Fibulă cu corpul și resortul dintr-o singură bucată, piciorul înfășurat, lățit și decorat cu un ornament de linii incizate
- Tip 8. Fibule de fier cu piciorul înfășurat

În cadrul săpăturilor efectuate la Castrul roman de la Tirighina-Bărboși, lângă Galați, a fost descoperit un mormânt care conținea, între altele, o fibulă de aur cu greutatea de 21 g, având capetele în formă de bulb de ceapă, ușor proeminente. Suprafața exterioară a fibulei este gravată cu o suită de forme geometrice rectangulare, în care sunt orânduite simetric câte patru sau două puncte. Pe cantul arcului portagrafei se află incizată o inscripție cu litere latine "INNOCENS". 

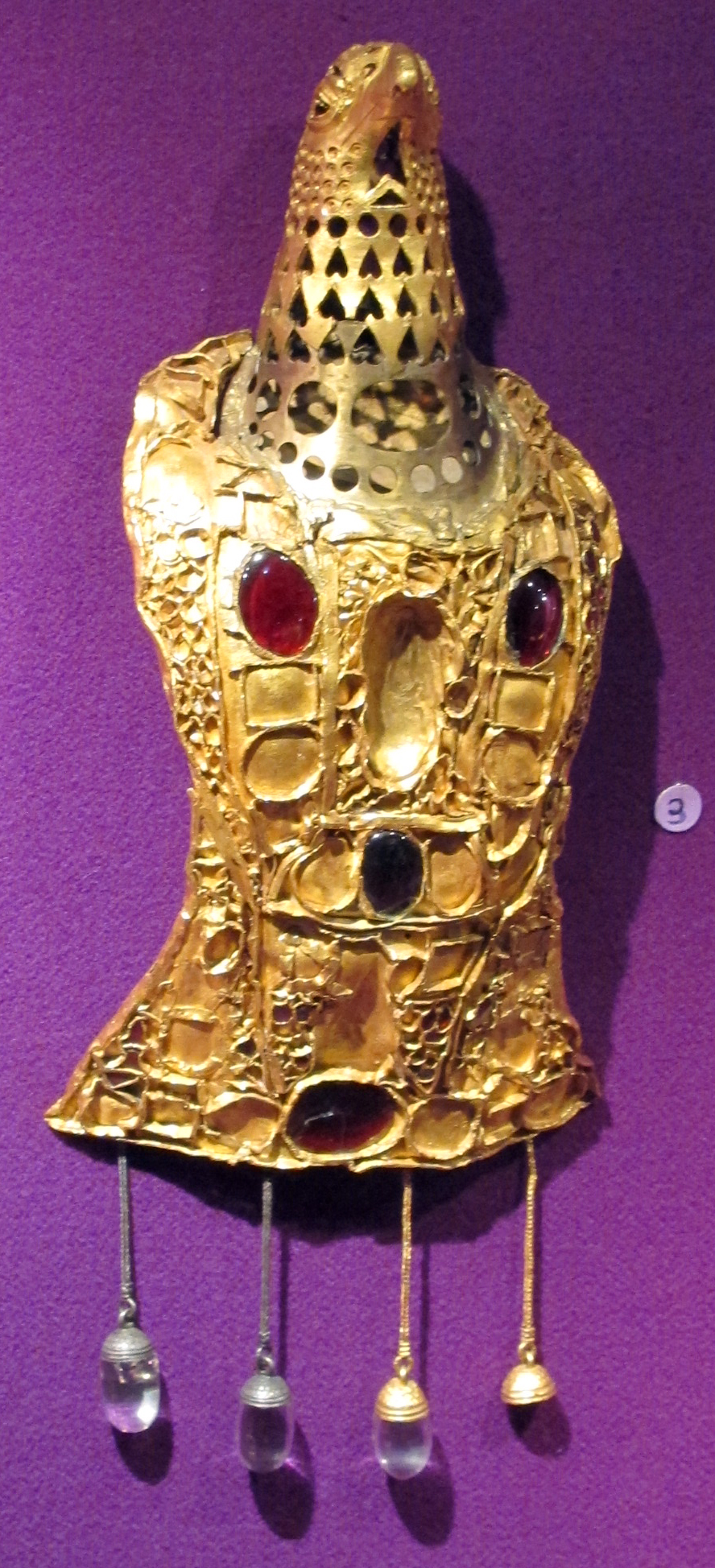
Fibula mare din Tezaurul de la Pietroasa.

Fibule bizantine vor fi descoperite pe teritoriul României și în perioada Evului Mediu. În Banat vor fi descoperite fibule cu piciorul întors pe dedesubt, realizate prin turnare, care vor domina în perioada secolelor VI-VII.

### Fibule provenind din alte culturi
Pe actualul teritoriu al României vor fi descoperite numeroase fibule rămase și de la populațiile migratoare care au trecut prin acesta, cum sunt cele slave sau germanice. Acestea se găsesc preponderent pe teritoriile de la sud și est de Munții Carpați, care au fost parte din Imperiul Roman pentru o perioadă mai scurtă.
Cultura Sântana de Mureș (formată dintr-o admixtură de daci, goți și sarmați) a lăsat la nord de Dunăre mai multe tipuri de fibule, dintre care fibule cu piciorul întors pe dedesubt cu corpul în formă de D (adoptată de autohtoni, dar cu corpul mai puțin arcuit) și fibule cu picior romboidal și cap în formă de semidisc, care ulterior vor fi ornamentate cu pietre prețioase.
Între cele 22 piese din care se compune Tezaurul de la Pietroasa, cunoscut sub numele popular de „Cloșca cu puii de aur”, există și 4 fibule. Numele popular de "Cloșca cu pui", a fost inspirat de formele stilizate - de păsări - pe care le au fibulele. Astfel, fibula mare e considerată a fi "cloșca" iar celelalte patru fibule inițiale, două mijlocii și două mai mici - dintre care una s-a pierdut imediat după descoperire - ar reprezenta "puii". 
Într-un mormânt gepid de la Apahida a fost descoperită o fibulă de aur de tip „bulb de ceapă”. 